# قرار مجلس الأمن التابع للأمم المتحدة رقم 385
قرار مجلس الأمن التابع للأمم المتحدة رقم 385، الذي اتخذ بالإجماع في 30 يناير 1976، وأشار إلى القرارات السابقة بشأن هذا الموضوع وكذلك فتوى محكمة العدل الدولية بأن جنوب أفريقيا ملزمة بسحب وجودها من إقليم ناميبيا. وأكد القرار من جديد المسؤولية القانونية للأمم المتحدة تجاه ناميبيا، وأعرب عن قلقه إزاء استمرار الأعمال غير القانونية لجنوب أفريقيا واستنكر عسكرة ناميبيا.
ثم طالب المجلس جنوب أفريقيا بوضع حد لسياستها المتمثلة في البانتوستانات ومحاولاتها التهرب من مطالب الأمم المتحدة. ويطالب القرار جنوب إفريقيا بأن تعد بالسماح بإجراء انتخابات تنظمها الأمم المتحدة لاختيار حكومة مقبلة، والإفراج عن جميع السجناء السياسيين، ومغادرة ناميبيا واحترام القانون الدولي.